# Langsa
A cidade de Langsa localiza-se na província de Achém, no norte da ilha de Sumatra, na Indonésia.  Possui uma área de 262,41 km² e uma população de 147.251 habitantes.